# Joseph M. Newman
Joseph M. Newman (Logan, 17 de agosto de 1909 – Simi Valley, 23 de janeiro de 2006) foi um diretor de cinema estadunidense. Ele foi indicado a dois Oscars na extinta categoria de Diretor Assistente, por David Copperfield (1935) e San Francisco (1936).

## Filmografia parcial
- Don't Talk (1942) (Curta-metragem)
- Northwest Rangers (1942)
- Jungle Patrol (1948)
- The Great Dan Patch (também conhecido como Ride a Reckless Mile) (1949)
- Abandoned (1949)
- 711 Ocean Drive (1950)
- The Guy Who Came Back (1951)
- Love Nest (1951)
- I'll Get You for This (também conhecido comoLucky Nick Cain) (1951)
- Pony Soldier (1951)
- Red Skies of Montana (1952)
- The Outcasts of Poker Flat (1952)
- Dangerous Crossing (1953)
- The Human Jungle (1954)
- This Island Earth (1955) (como Joseph Newman)
- Kiss of Fire (1955)
- Flight to Hong Kong (1956)
- Death in Small Doses (1957)
- Fort Massacre (1958)
- The Gunfight at Dodge City (1959)
- The Big Circus (1959)
- Tarzan, the Ape Man (1959)
- A Thunder of Drums (1961)
- Twenty Plus Two (1961)
- The Lawbreakers (1961)
- The Big Bankroll (também conhecido como King of the Roaring 20's: The Story of Arnold Rothstein) (1961)
- The George Raft Story (também conhecido como Spin of a Coin) (1961)